# Iglesia de San Esteban (Guils de Cerdaña)
La iglesia de Sant Esteve de Guils (san Esteban de Guils), se encuentra situada en la parte alta del pueblo de Guils de Cerdaña, en la comarca catalana de la Baja Cerdaña en España.
En 2020 fue declarada Bien Cultural de Interés Nacional, en la categoría de Monumento Histórico.

## Historia
En el año 1042 fue consagrada la iglesia de Sant Esteve por Guillem Guifré obispo de Urgel. Pertenecía en el año 1163 al monasterio de San Martín del Canigó, según una bula de Alejandro III. Un siglo más tarde de la consagración del año 1046, debió de volverse a edificar un templo, que es el actual del siglo XII.

## Edificio
Es de planta rectangular de una sola nave con ábside semicircular y cubierta con bóveda de cañón apuntada, más pronunciada en la parte de la nave. En el ábside tiene dos ventanas, una en el centro y la otra en el sudoeste, esta última da a la sacristía, construida posteriormente, así como las dos capillas laterales.

## Exterior

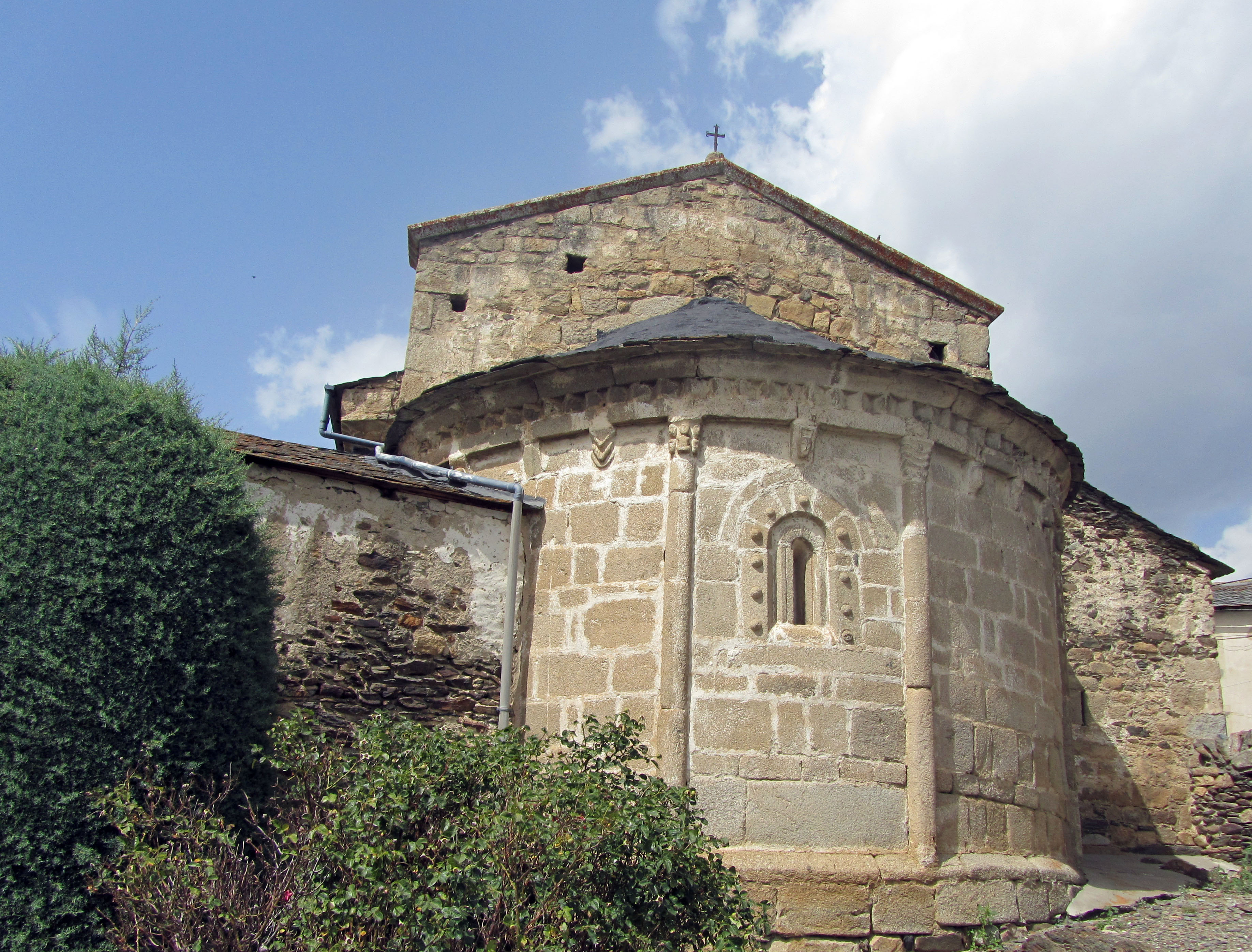
Ábside.

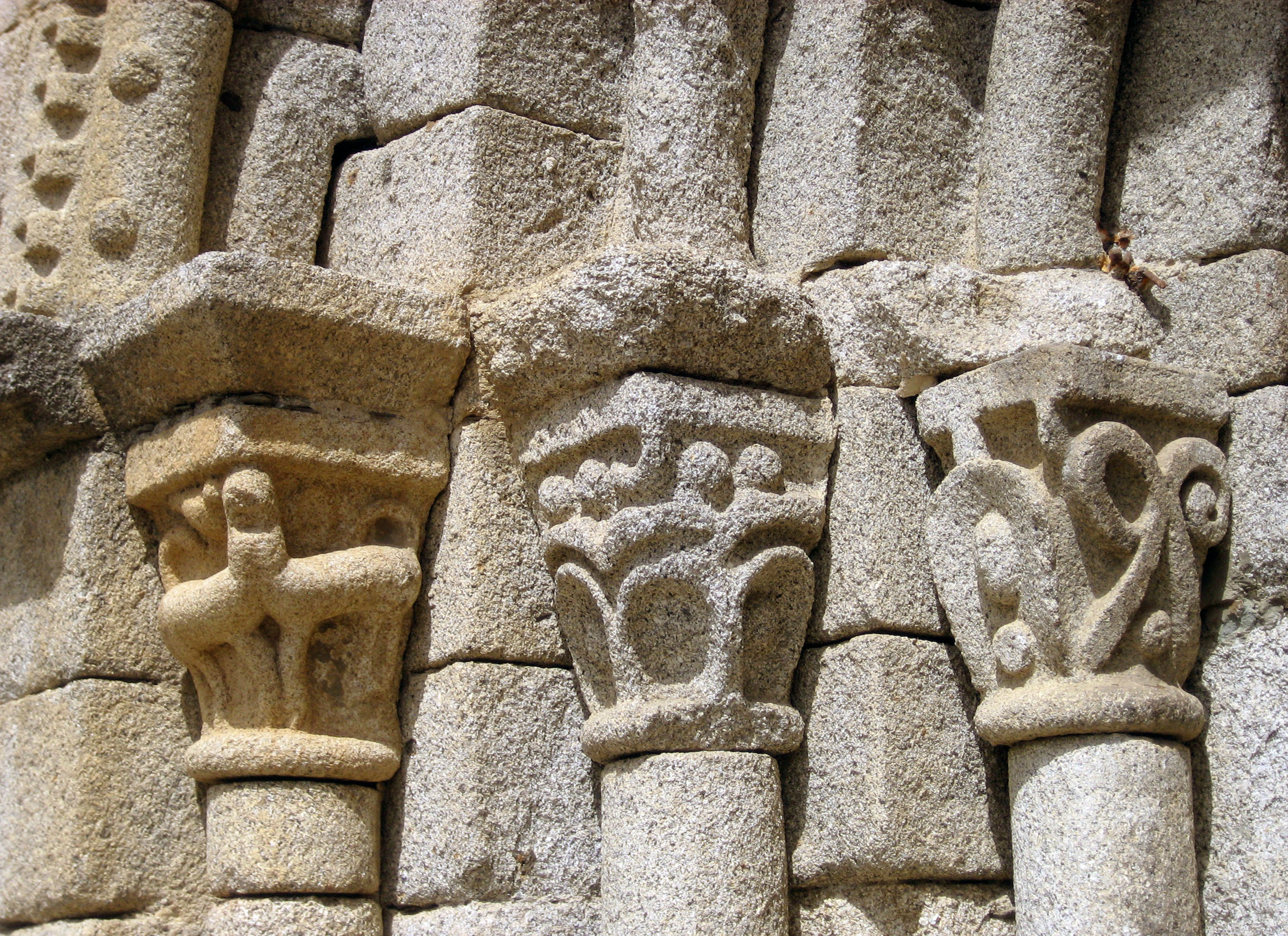
Capiteles de la puerta sur.

El ábside construido en la parte este, está ornamentado con un friso de dientes de sierra y cornisa sostenida por ménsulas intercaladas entre medias columnas con capiteles adosadas (lesenas) desde la base del ábside hasta el friso. La ventana centrada realizada con dovelas decoradas con medias bolas, tiene una arquivolta con representaciones geométricas y de rostros humanos.
En la fachada del oeste se encuentra el campanario de espadaña de dos pisos, en el primero tiene dos grandes huecos y en el segundo uno más pequeño.

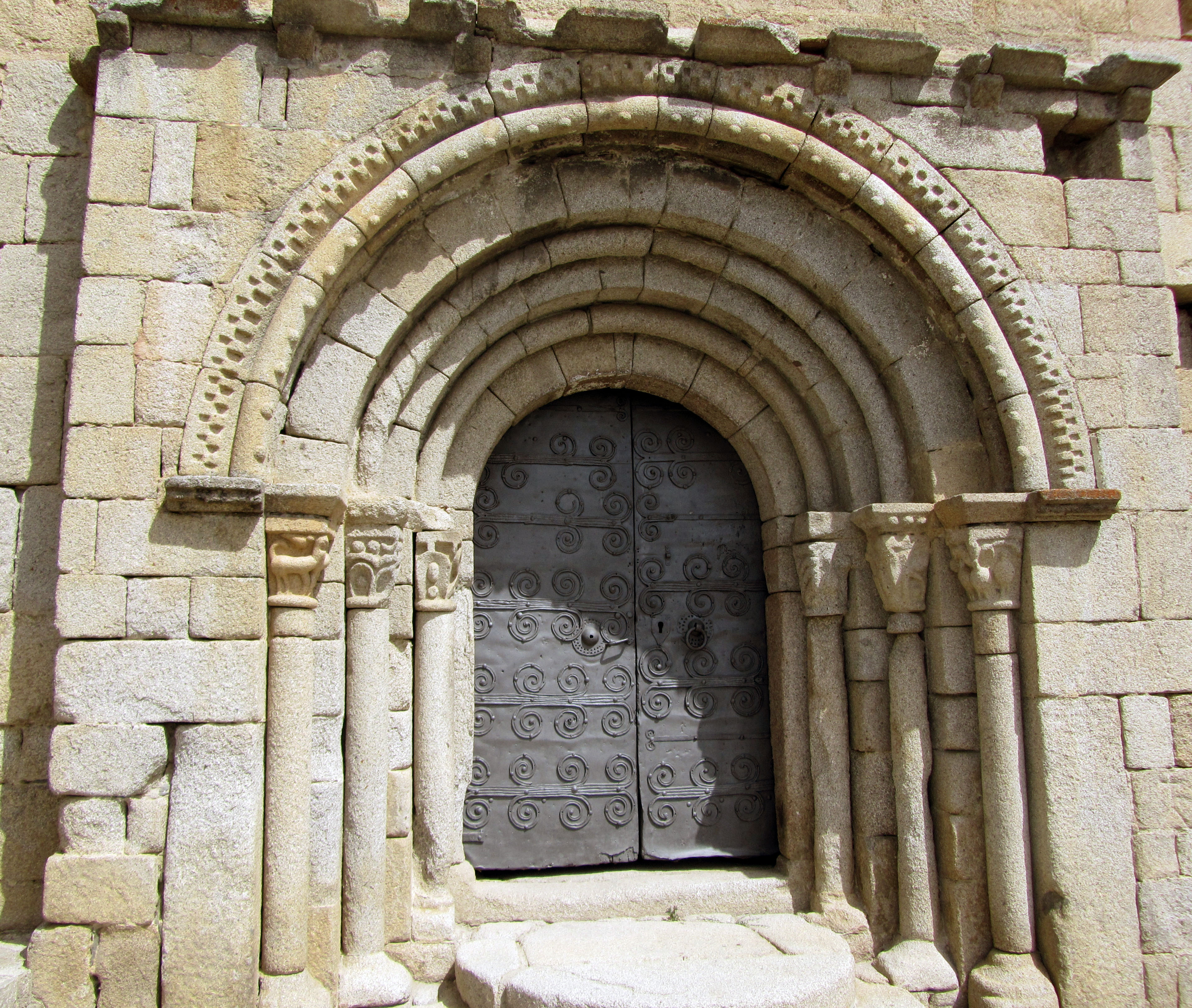
Puerta de la fachada sur.

La fachada sur presenta una cornisa sostenida por ménsulas esculpidas con diferentes rostros humanoides. La puerta está compuesta por cuatro arquivoltas en degradación de base rectangular y tres pares de columnas, todas con capiteles profusamente labrados con representaciones zoomórficas y decoraciones vegetales formando dibujos geométricos. El arco frontal primero, tiene una cenefa ajedrezada y un grueso bordón con bolas en su arista, en otro arco la decoración fue efectuada con la imitación de una cinta enrollada. En el capitel central de la izquierda está repetido el mismo adorno que se encuentra en un capitel de la Iglesia de Santa María de Cap d'Arán de Tredós.
En el Museo Nacional de Arte de Cataluña, en Barcelona, se conserva una imagen de la Virgen con Niño procedente de esta iglesia del siglo XII. Un frontal de altar pintado sobre tabla se encuentra en el Museo del Prado en Madrid, y representa en el centro el Pantocrátor rodeado por el tetramorfo, así como también hay escenas de la lapidación de San Esteban y su entierro, con imágenes de los apóstoles.